# Пекерис, Хаим Лейб
Хаим Лейб Пекерис (англ. Chaim Leib Pekeris, при рождении Пекер) — израильско-американский физик и математик. Внес значительный склад в геофизику и спектральную теорию, в частности атома гелия. Один из разработчиков WEIZAC, первого израильского компьютера. Лауреат Государственной премии Израиля (1980).

## Биография
Пекерис родился в Алитусе (Трокский уезд Виленской губернии) в 1908 году. В 1924 году эмигрировал с родителями в США.
В 1929 году закончил Массачусетский университет, и продолжал там свои исследования до 1940 года. В 1933 году получил степень доктора. В 1938 г получил гражданство США.
Во время Второй мировой войны (с 1941 года) возглавлял группу математиков и физиков в отделе военных исследований Колумбийского университета. В 1946-1948 годах работал в Институте высших исследований в Принстоне.
В 1948 году репатриируется в Израиль, где до 1973 году возглавлял отделение прикладной математики в Научно-исследовательском институте имени Х. Вейцмана.
Умер в Реховоте в 1993 году.

## Научная деятельность
Мировую известность Пекерису принесли исследования области теоретической сейсмологии, в частности исследования строения земной коры и верхней мантии, в особенности процессов, вызывающих землетрясения, а также математическое моделирование океанских течений, приливов и отливов и по гидродинамике.
Один из результатов работы Пекериса и его группы ученых и инженеров — гравиметрическое и сейсмографическое картографирование территории Израиля, благодаря чему стала возможной разработка методов определения наиболее перспективных районов поиска нефти.

## Признание
По словам Тедди Колека, «Хаим Пекерис сыграл самую важную роль в создании государств Израиль».
Пекерис был членом Национальной академии наук США, Американской академии искусств и наук, Британского королевского астрономического общества, итальянской Национальной академии деи Линчеи и целого ряда других научных обществ и организаций.